# Inowrocławski
Inowrocławski là một huyện thuộc tỉnh Kujawsko-Pomorskie của Ba Lan. Huyện có diện tích 1225 km². Đến ngày 1 tháng 1 năm 2011, dân số của huyện là 163787 người và mật độ 134 người/km².